# Widsith
Il Widsith è un poema in antico inglese, composto da 143 versi, datato intorno all'VIII secolo e considerato la trasposizione di una più antica tradizione orale anglosassone. Ci è stato tramandato da un'unica fonte manoscritta, il Codice di Exeter redatto nel terzo quarto del X secolo.
Il poema si compone per la maggior parte di un elenco di re, popoli ed eroi germanici del periodo delle migrazioni (invasioni barbariche). Escludendo la presentazione dello scop (it. cantore) Widsith, la conclusione e alcune brevi parti narrative sparse nel testo, il poema si divide in tre cataloghi (chiamate da Kemp Malone, uno degli editori del poema, thula, dall'ant. nord. þulur).
- La prima thula cita una lista di famosi re, sia dell'epoca che più antichi, secondo lo schema (nome del re) regnò sui (nome della tribù).
- La seconda thula contiene i nomi dei popoli visitati dal narratore, secondo lo schema Fui con i (nome della tribù) e con i (nome di un'altra tribù) [e con i (nome di una terza tribù)].
- La terza thula contiene l'elenco degli eroi dei miti e delle leggende noti al poeta secondo lo schema (nome dell'eroe) cercai e (nome di un secondo eroe) [e (nome di un terzo eroe)].

Il poema menziona i Vichinghi (vv. 47 e 59), che tuttavia, come si deduce dal v. 47, debbono essere identificati con gli Heaðobeardan, nominati nel v. 49. Si conclude con un breve commento sull'importanza e la fama che poeti come Widsith offrono, con molte allusioni alla munifica generosità nei confronti dei cantori (ags. scopas) da parte dei signori mecenati "che ne capiscono di canti".